# Сироп (лекарственная форма)
Сиро́п — лекарственная форма, представляющая собой концентрированный водный раствор сахарозы, содержащий лекарственные вещества, красители, вкусовые и ароматизирующие добавки.
Сиропы готовят растворением сахара при нагревании в воде или в извлечениях из растительного сырья. Лекарственные сиропы получают также путём добавления лекарственных веществ (настойки, экстракты) к сахарному сиропу. Полученные сиропы фильтруют и разливают в сухие стерильные сосуды. При необходимости к сиропам добавляют консерванты (спирт, нипагин, нипазол, сорбиновую кислоту) или другие консервирующие вещества, разрешённые к медицинскому применению.
Если другое не обозначено, то сахарный сироп готовят добавлением 64 частей сахара к 36 частям очищенной воды.